# Лудомания

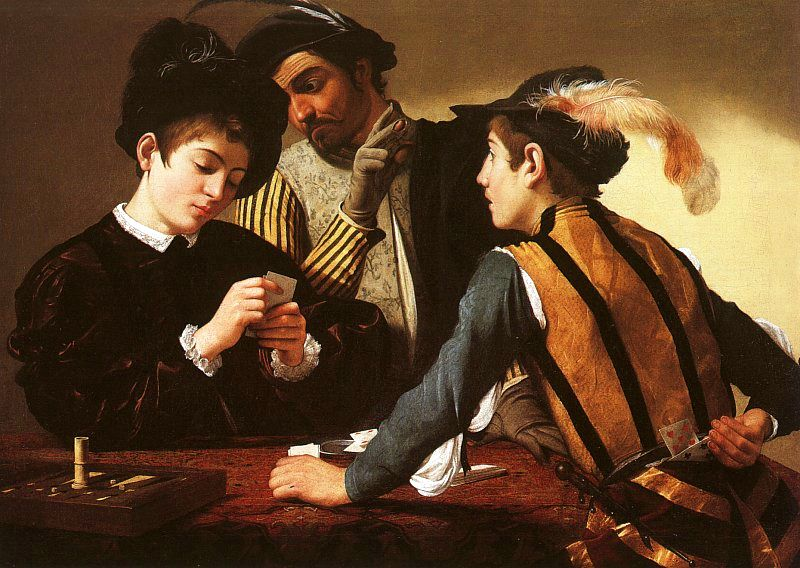
Шулеры, Караваджо

Лудома́ния (лат. ludo — играю + др.-греч. μανία — безумие, влечение, букв. влечение к играм), игрома́ния, игрова́я зави́симость, патологи́ческий гэ́мблинг (англ. gambling — игра на деньги) — психическое расстройство, выражающееся в частых повторных эпизодах участия в азартных играх, которые доминируют в жизни человека и ведут к снижению социальных, профессиональных, материальных и семейных ценностей: такой человек не уделяет должного внимания своим обязанностям в этих сферах. Всемирная организация здравоохранения даёт этому расстройству название патологическое влечение к азартным играм (F63.0).
Денежные игровые автоматы давно распространены во всём мире. В связи с повсеместным распространением игровых автоматов, открытием множества казино, а также букмекерских контор (в том числе онлайн) возникла проблема постоянной вовлечённости в азартные игры значительного числа людей. Так, ещё в 1970-х годах в Англии возникла проблема низкой посещаемости кинотеатров, вплоть до необходимости их закрытия, ввиду возрастающей популярности залов игровых автоматов. В США, по данным Р. Фольберг (Volberg, 1996), количество «проблемных игроков» — аддиктивных игроков, настолько зависимых от игровых автоматов, что их жизнь оказывается полностью подчинённой этой страсти, — достигает 5 % населения. Данные других исследователей (Ladouceur et al., 1999) свидетельствуют о том, что только за первую половину 1990-х годов число проблемных игроков выросло в Канаде более чем на 75 %.
Оформление игровых зон способствует усилению суггестивного эффекта лёгкой возможности выигрыша за короткое время и постоянному желанию отыграться и/или выиграть больше. 
В связи с этим многие исследователи считают азартные игры серьёзной социальной проблемой, представляющей угрозу для части населения. Проблема усугубляется тем, что в процессе игры в ряде случаев возникают расслабление, снятие эмоционального напряжения, отвлечение от неприятных проблем и игра рассматривается как приятное времяпрепровождение. На основе этого механизма постепенно наступает втягивание и развивается зависимость (аддикция). 
Вместе с тем в литературе до сих пор не утихают споры — является ли игровая зависимость аддикцией или в большей степени одной из форм обсессивно-компульсивного расстройства.

## Признаки
Ц. П. Короленко и Т. А. Донских (1990) выделяют ряд признаков, характерных для азартных игр как одного из видов аддиктивного поведения. К ним относятся:
- Постоянная вовлечённость, увеличение времени, проводимого в ситуации игры.
- Изменение круга интересов, вытеснение прежних мотиваций игровой, постоянные мысли об игре, преобладание и воображение ситуаций, связанных с игровыми комбинациями.
- «Потеря контроля», выражающаяся в неспособности прекратить игру как после большого выигрыша, так и после постоянных проигрышей.
- Состояния психологического дискомфорта, раздражения, беспокойства, развивающиеся через сравнительно короткие промежутки времени после очередного участия в игре, с труднопреодолимым желанием снова приступить к игре. Такие состояния по ряду признаков напоминают состояния абстиненции у наркоманов: они сопровождаются головной болью, нарушением сна, беспокойством, сниженным настроением, нарушением концентрации внимания.
- Характерно постепенное увеличение частоты участия в игре, стремление ко всё более высокому риску.
- Периодически возникающие состояния напряжения, сопровождающиеся игровым «драйвом», всё преодолевающим стремлением найти возможность участия в азартной игре.
- Быстро нарастающее снижение способности сопротивляться соблазну. Это выражается в том, что, несмотря на решение раз и навсегда «завязать», при малейшей провокации (встреча со старыми знакомыми, разговор на тему игры, наличие рядом игорного заведения и т. д.) игровая зависимость возобновляется.

## Американская классификация
В американской классификации психических расстройств (DSM-IV, 1994) диагноз патологической игровой зависимости ставится при наличии пяти и более пунктов из раздела А и пункта раздела Б.
Раздел А.
- Поглощён игрой, например постоянно возвращается в мыслях к прошлому опыту игр, намеренно отказывается от игры или, наоборот, предвкушает и готовится к реализации очередной возможности сыграть, или обдумывает способ достать денежные средства для этого.
- Продолжает игру при всё возрастающем подъёме ставок, чтобы достичь желаемой остроты ощущений.
- Предпринимал неоднократные, но безуспешные попытки контролировать своё пристрастие к игре, играть меньше или совсем прекратить.
- Проявляет беспокойство и раздражительность при попытке играть меньше или совсем отказаться от игры.
- Играет, чтобы уйти от проблем или снять дисфорию (в частности, чувство беспомощности, вины, тревогу, депрессию).
- Возвращается к игре на следующий день после проигрыша, чтобы отыграться (мысль о проигрыше не даёт покоя).
- Лжёт семье, врачу и другим людям, чтобы скрыть степень вовлечённости в игру.
- Совершал уголовные преступления — такие как подлог, мошенничество, кража, присвоение чужого имущества с целью обеспечения средств для участия в игре.
- Ставит под угрозу и даже готов полностью порвать отношения с близкими людьми, бросить работу или учёбу, отказаться от перспективы карьерного роста.
- В ситуации отсутствия денег из-за игры перекладывает решение проблем на других людей.

Раздел Б.
- Игровое поведение не связано с маниакальным эпизодом.

Говоря о психологических особенностях проблемных игроков, большинство исследователей указывает на потерю контроля над собственным поведением, причём это касается всех вариантов игры — от игры на тотализаторе до игровых автоматов (англ. O’Connor, Dickerson, 2003). Австралийские исследователи А. Бласцински и Л. Науэр (англ. Blaszczynski, Nower, 1997) выделяют три подгруппы проблемных игроков (подчёркивая тем самым неоднородность группы аддиктов):
- с нарушением поведения;
- эмоционально неустойчивые;
- антисоциальные игроки, склонные к импульсивным поступкам.

Хотя болезненная страсть к азартным играм чаще наблюдается у мужчин, у женщин эта аддикция принимает более тяжёлые формы. Женщины втягиваются в опасное увлечение в три раза быстрее и тяжелее поддаются психотерапии. В отличие от мужчин, женщины подпадают под зависимость от азартных игр в более зрелом возрасте и по другим причинам. Наиболее распространённая из них — личные проблемы, от которых они пытаются уйти в игру. Наиболее часто это происходит в возрасте от 21 до 55 лет, и в 1-4 % случаев страсть принимает такие формы, при которых необходима помощь психиатра. Каждый третий патологический игрок — это женщина. Так, недавнее сравнительное исследование 70 проблемных игроков-мужчин и 70 игроков-женщин показало более проградиентное развитие аддикции у женщин по стадиям: социальная игровая зависимость; интенсивная игровая зависимость; проблемная игровая зависимость. Половые различия между мужчинами и женщинами заключались также в том, что игровой зависимости у женщин чаще сопутствовало депрессивное расстройство, а у мужчин — алкоголизм (англ. Tavares et al., 2003).
Лица, участвующие в игре, сравнительно часто злоупотребляют алкоголем и другими психоактивными веществами, то есть включаются в комбинированные формы аддиктивного поведения. Для «игроков» типичны трудности межличностных отношений, частые разводы, нарушение трудовой дисциплины, частая смена работы.

## Факторы, предрасполагающие к игровой зависимости
Существуют факторы, предрасполагающие к игровой зависимости (Короленко Ц. П., Дмитриева Н. В., 2000):
- неправильное воспитание в семье;
- участие в играх родителей, знакомых;
- стремление к игре с детства (домино, карты, монополия и т. д.);
- вещизм;
- переоценка значения материальных ценностей;
- фиксированное внимание на финансовых возможностях;
- зависть к более богатым родственникам и знакомым;
- убеждение в том, что все проблемы можно решить с помощью денег.

Американский исследователь А. Пастернак (Pasternak, 1997), в свою очередь, в качестве факторов риска выделяет:
- принадлежность к этническому меньшинству;
- отсутствие семейного статуса;
- депрессию;
- а также различные варианты химической аддикции.

По мнению биологов из Университета Кентукки, у части животных существует некий базовый образец поведения или даже биологический механизм, который обусловливает появление игромании. Например, голуби предпочитают нерегулярную, но обильную пищу, несмотря на то, что небольшое количество регулярной пищи в целом на 50 % больше случайных выигрышей.

## Стадии развития игровой зависимости
Р. Кастер (Custer, 1984) выделил три стадии развития игровой зависимости:
- стадию выигрышей;
- стадию проигрышей;
- стадию разочарования.

Стадия выигрышей представлена следующими признаками: случайная игра, частые выигрыши, воображение предшествует и сопутствует игре, более частые случаи игры, увеличение размера ставок, фантазии об игре, очень крупный выигрыш, беспричинный оптимизм.
Для стадии проигрышей характерны: игра в одиночестве, хвастовство выигрышами, размышления только об игре, затягивающиеся эпизоды проигрышей, неспособность остановить игру, ложь и сокрытие от друзей своей проблемы, уменьшение заботы о семье или супруге, уменьшение рабочего времени в пользу игры, отказ платить долги, изменения личности — раздражительность, утомляемость, необщительность, тяжёлая эмоциональная обстановка дома, взятие в долг денег на игру, очень большие долги, созданные как законными, так и незаконными способами, неспособность оплатить долги, отчаянные попытки прекратить играть.
Признаками стадии разочарования являются: потеря профессиональной и личной репутации, значительное увеличение времени, проводимого за игрой, и размера ставок, удаление от семьи и друзей, угрызения совести, раскаяние, ненависть к другим, паника, незаконные действия, безнадёжность, суицидальные мысли и попытки, арест, развод, злоупотребление алкоголем, эмоциональные нарушения, уход в себя.

## Развитие фаз
В. В. Зайцев и А. Ф. Шайдулина (2003) описали развитие фаз и поведение пациентов, составляющих так называемый игровой цикл, понимание которого важно для формирования психотерапевтических задач при работе с проблемными игроками.
Фаза воздержания характеризуется воздержанием от игры из-за отсутствия денег, давления микросоциального окружения, подавленности, вызванной очередной игровой неудачей.
Фаза «автоматических фантазий», когда учащаются спонтанные фантазии об игре. Игроман проигрывает в своём воображении состояние азарта и предвкушение выигрыша, вытесняет эпизоды проигрышей. Фантазии возникают спонтанно либо под влиянием косвенных стимулов.
Фаза нарастания эмоционального напряжения. В зависимости от индивидуальных особенностей возникает тоскливо-подавленное настроение, либо отмечаются раздражительность, тревога. Иногда это настроение сопровождается усилением фантазий об игре. В ряде случаев оно воспринимается пациентом как бессодержательное и даже направленное в сторону от игры и замещается повышением сексуального влечения, интеллектуальными нагрузками.
Фаза принятия решения играть. Решение приходит двумя путями. Первый из них состоит в том, что пациент под влиянием фантазий в «телеграфном стиле» планирует способ реализации своего желания. Это «очень вероятный для выигрыша», по мнению игромана, вариант игрового поведения. Характерен для перехода первой стадии заболевания во вторую. Другой вариант — решение играть приходит сразу после игрового эпизода. В его основе лежит иррациональное убеждение в необходимости отыграться. Этот механизм характерен для второй и третьей стадий заболевания.
Фаза вытеснения принятого решения. Интенсивность осознаваемого больным желания играть уменьшается, и возникает «иллюзия контроля» над своим поведением. В это время может улучшиться экономический и социальный статус игрока. Сочетание этих условий приводит к тому, что пациент без осознаваемого риска идёт навстречу обстоятельствам, провоцирующим игровой срыв (большая сумма денег на руках, приём алкоголя, попытка сыграть для отдыха и т. д.).
Фаза реализации принятого решения. Для неё характерно выраженное эмоциональное возбуждение и интенсивные фантазии о предстоящей игре. Часто игроманы описывают это состояние как «транс», «становишься как зомби». Несмотря на то, что в сознании пациента ещё возникают конструктивные возражения, они тут же отметаются иррациональным мышлением. У игрока доминируют ложные представления о возможности контролировать себя. Игра не прекращается, пока не проигрываются все деньги. Затем начинается фаза воздержания и запускается новый цикл.

## Ошибки мышления
В. В. Зайцев и А. Ф. Шайдулина (2003) уделяют особое внимание так называемым «ошибкам мышления», которые формируют иррациональные установки игроманов. Ошибки мышления бывают стратегическими, обусловливающими общее положительное отношение к своей зависимости, и тактическими, которые запускают и поддерживают механизм «игрового транса».
К стратегическим ошибкам мышления относятся следующие внутренние убеждения:
- Деньги решают всё, в том числе проблемы эмоций и отношений с людьми.
- Неуверенность в настоящем и ожидание успеха вследствие выигрыша, представление о возможности уничтожить жизненные неудачи успешной игрой.
- Замещение мыслей о контроле над собственным будущим фантазиями о выигрыше.

К тактическим ошибкам мышления относятся:
- Вера в выигрышный («фартовый») день.
- Установка на то, что обязательно должен наступить переломный момент в игре.
- Представление о том, что возможно вернуть долги только с помощью игры, то есть отыграть.
- Эмоциональная связь только с последним игровым эпизодом при даче себе самому слова никогда не играть.
- Убеждение о том, что удастся играть только на часть денег.
- Восприятие денег во время игры как фишек или цифр на дисплее.

## Эпидемия игромании

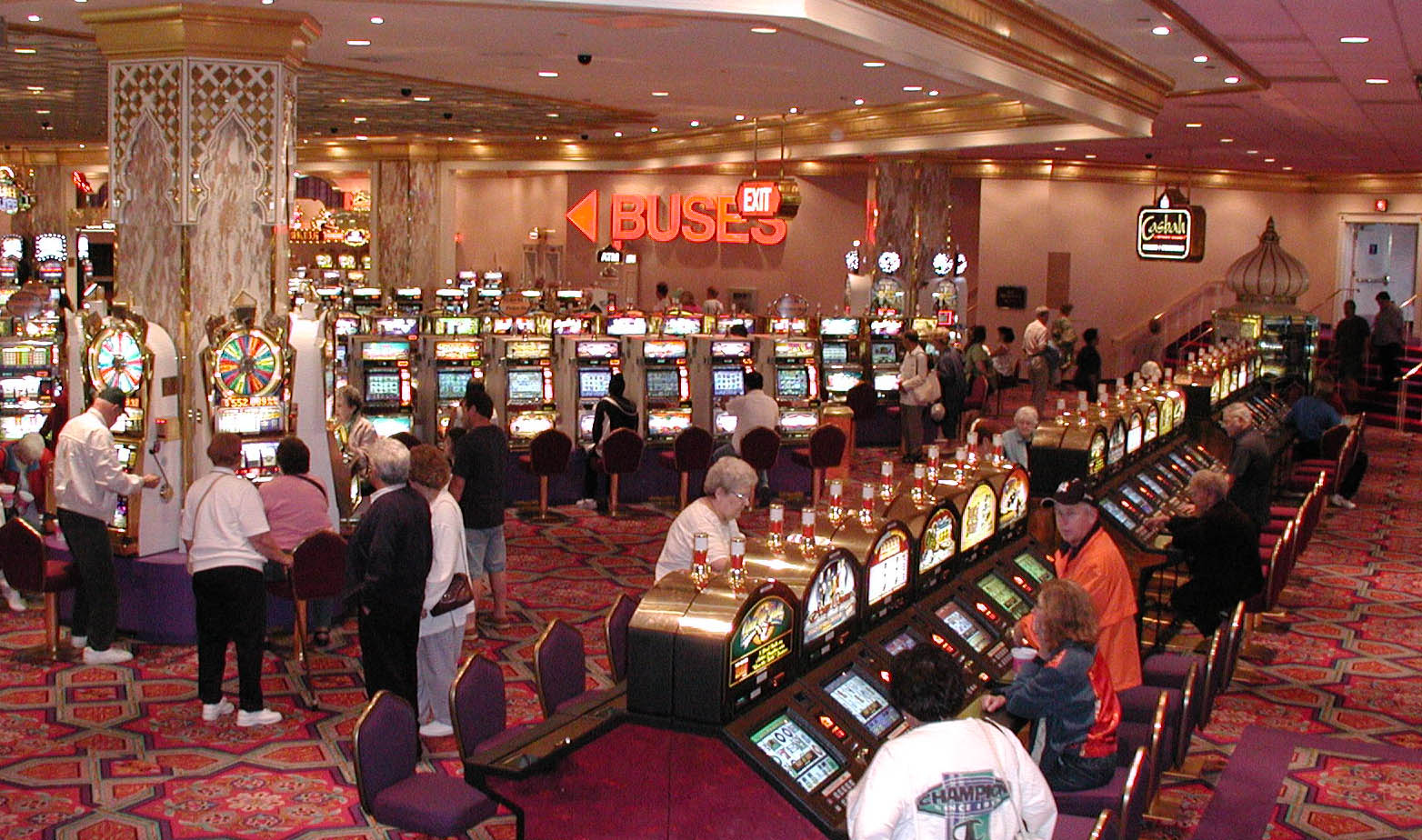
Зал игровых автоматов в казино

В связи с повсеместным распространением игровых автоматов и отсутствием контроля, в частности возрастного, в игровых залах России среди населения практически во всех возрастных группах началась своеобразная эпидемия игромании. Подростки не оказались в стороне от неё. У последних имеются свои особенности игровой зависимости. Исследование особенностей игры среди подростковой популяции в 10 000 человек в возрасте от 12 до 13 лет из 114 школ в Англии и Уэльсе показало, что подростки играют практически в те же игры, что и взрослые. Вместе с тем подростки предпочитают игровые автоматы (fruit machines), а также билеты национальной лотереи. По данным австралийских исследователей, более 5 % подростков могут быть отнесены к проблемным игрокам (Fisher, 1999).
По мнению детского психолога Светланы Клюваевой, зависимостям подвергаются как дети, так и взрослые. Дети в силу возраста и большей эмоциональности часто не могут отдавать отчёта о своих действиях и, увлекаясь игрой, могут потратить на неё не только все своё время, но и деньги родителей.
П. Дельфабро и Л. Трапп (Delfabbro, Thrupp, 2003), рассматривая социальные детерминанты, способствующие возникновению подростковой игромании, указывают на факт игровой зависимости среди родителей, а также положительное отношение к игре в семье. Говоря о факторах, препятствующих подростковой игромании, исследователи отмечают воспитание в семье таких качеств, как умение сохранять свои деньги, составлять и поддерживать бюджет.